# بول س تريبل الابن
بول س تريبل الابن (بالإنجليزية: Paul S. Trible Jr.)‏ (و. 1946 – م)هو سياسي، ومحامي من الولايات المتحدة الأمريكية . ولد في بالتيمور، ماريلاند . تولى منصب عضو مجلس الشيوخ الأمريكي .
وهو عضو في الحزب الجمهوري .